# Paulo Mancha
Paulo Rogério D'Amaro (São Paulo), mais conhecido como Paulo Mancha, é um jornalista, comentarista esportivo e músico brasileiro.
Atualmente, dirige o blog Viajando por Esporte e é colaborador da revista de turismo Viajar pelo Mundo.

## Carreira
Paulo "Mancha" D'Amaro formou-se em Jornalismo pela Universidade de São Paulo (USP) em 1991 e atuou como repórter e editor em diversas publicações de Editora Abril, Editora Globo e Editora Peixes. Em setembro de 2022, pós-graduou-se com honras em gestão de turismo, hotelaria e gastronomia pelo Niagara College, Canadá. 
Ganhou por duas vezes a menção honrosa do Prêmio Abril de Jornalismo  e também foi o vencedor do Prêmio Volvo - categoria jornalistas.
Por duas vezes, em 2012 e em 2014, ganhou o prêmio de "Melhor reportagem", concedido pela Comissão Europeia de Turismo.
Em sua carreira, destacou-se pelas viagens que fez à Antártica (em missão de reportagem para a Revista Superinteressante) e para o Ártico Norueguês (enviado especial da Revista Caminhos da Terra).
Também exerceu o cargo de gestor de comunicação na Associação Brasileira de Pilotos da Aviação Civil (ABRAPAC). 
Atua na televisão desde 2006 como comentarista de futebol americano, tendo colaborado com os canais de televisão BandSports, Esporte Interativo (cobertura do Super Bowl XLV) e ESPN. Em dezembro de 2009, tornou-se membro da Professional Football Researchers Association (PFRA) e desde então tem feito palestras sobre futebol americano por todo o país. No início de outubro de 2022 anunciou seu afastamento temporário para assumir um cargo ligado a turismo no Canadá, onde vive atualmente.
Desenvolve em paralelo uma carreira de músico, como vocalista do grupo de rock Tubaína (ex-Tubaína do Demônio).
É autor dos livros "A Evolução Humana - de onde viemos, para onde vamos" (ciência), "Touchdown - 100 histórias curiosas, divertidas e inusitadas do Futebol Americano" (esporte) e "Os Guerreiros da NFL" (esporte) - este último em parceria com o também comentarista da ESPN, Eduardo Zolin. 

## Vida pessoal
Foi casado com a economista russa-ucraniana Elena Vorontsova, de quem se divorciou em 2019. 